# 落語ディーパー! 〜東出・一之輔の噺のはなし〜
『落語ディーパー! 〜東出・一之輔の噺のはなし〜』（らくごディーパー ひがしでいちのすけのはなしのはなし）は、NHK Eテレで不定期に放送されていたトーク番組（落語番組）である。

## 概要
毎回一つの古典落語の演目について、過去・現在の名人たちが演じる映像・音声を見聞きもしながら、出演者たちが論じあう。
またレギュラーの落語家のうちの一人が、その演目を実際に演じる（ゲストがいる場合はゲストが演じることが多い）。
レギュラーのうち立川吉笑は、ほぼ新作落語専門の落語家であるため、一度も番組中で落語を演じていなかったが、2019年1月2日の新作落語スペシャルで、東出からお題をもらって番組のために創作した新作落語「情けは人の為ならずんば」を演じた。
演じられた落語は、番組内ではポイントとなる部分のみが放送され、演じた全体は番組公式サイトに動画が期間限定で公開される。
落語界の専門用語などが登場した場合は、それを漢字で表記して表現し、ナレーションが補足解説を行っている。
今回の題材となる演目を紹介するために、オープニングで東出昌大が登場する場面では、古今亭志ん朝の出囃子である『老松』が流れる。
収録現場の背景は、寄席の内部のイメージを手書きで書いたもの。その背景の上部にかかっている横書きの「今川焼」の掛け軸は、古典落語の名作・火焔太鼓のマクラに出てくる言葉。落語協会の2階にかつて横書きのものがかかっており（書家である、初代古今亭志ん五の妻（篠崎芳陽）が書いたもの）、また映画「落語物語」では縦書きの掛け軸が登場した。なお、第二弾の上方落語スペシャルの際は「多胡焼」の掛け軸になっていた（第七弾の「愛宕山」の回でも、同様）。スタジオには大学の落語研究会に所属する学生を中心とした観客が入っていた。　
2020年7月には、レギュラー放送時に部分的にしか放送されなかった春風亭一之輔の高座をフルバージョンで放送し、師匠の春風亭一朝とのアフタートークを収録した45分間のスペシャル番組「落語ディーパー！ とっておき高座SP」を放送した。2020年7月23日放送は「居残り佐平次」、2020年7月30日放送は「鼠穴」。
2020年9月には、レギュラーの落語家たち4名の、放送時に部分的にしか放送されなかった高座をフルバージョンで放送し、演者と春風亭一之輔とのアフタートークを収録した30分番組「落語ディーパー！ とっておき高座SP」を4回にわたって放送。9月2日には柳亭小痴楽「大工調べ」、9月9日には柳家わさび「死神」、9月16日には立川吉笑「ぞおん」（2020年1月2日の「新作スペシャル」で収録されていたが、非公開だったもの）、9月23日は春風亭一之輔「長屋の花見」。
2022年に東出が所属事務所を解雇されたことにより、事実上打ち切りとなった。

## 出演者
- 東出昌大
- 春風亭一之輔
- 柳家わさび
- 柳亭小痴楽
- 立川吉笑

## 進行役
- 廣瀬智美（2020年3月16日 - ）
- 千葉美乃梨（2019年9月16日 - 2019年9月23日）
- 片山千恵子（2019年3月25日 - 2019年9月9日）
- 雨宮萌果（2017年7月31日 - 2019年3月11日）

## スタッフ
- 語り：福田亨
- 美術：笠松和明
- CG制作：捧信人、田中紫紋
- 構成：遠藤英明
- ディレクター：河合希絵、久保田集、田中雄一、岡崎遼
- プロデューサー（第二期、第三期、第四期、第五期、第六期）：坂田政度
- 製作統括
  - 第一期：尾関憲一、高瀬雅之、今野徹[5]
  - 第二期：尾関憲一、高瀬雅之、瀬崎一世
  - 第三期、第四期、第五期、第六期：田熊邦光、高瀬雅之、瀬崎一世
- 制作協力：イースト・エンタテインメント
- 制作：NHKエンタープライズ
- 制作・著作：NHK

## 放送リスト
| 放送回 | 放送年 | 放送日        | 放送時間（JST） | 演目テーマ                                         | ゲスト           | 備考                                                                |
| ------ | ------ | ------------- | --------------- | -------------------------------------------------- | ---------------- | ------------------------------------------------------------------- |
| 第一弾 | 2017年 | 7月31日（月） | 23:00 - 23:30   | 目黒のさんま                                       |                  |                                                                     |
| 第一弾 | 2017年 | 8月7日（月）  | 23:00 - 23:30   | あたま山                                           | 柳家花緑         |                                                                     |
| 第一弾 | 2017年 | 8月21日（月） | 23:00 - 23:30   | お菊の皿                                           |                  |                                                                     |
| 第一弾 | 2017年 | 8月28日（月） | 23:00 - 23:30   | 大工調べ                                           |                  |                                                                     |
| 第二弾 | 2018年 | 5月6日（日）  | 0:00 - 0:50     | 上方落語スペシャル 地獄八景亡者戯                  | 桂米團治 (5代目) |                                                                     |
| 第三弾 | 2018年 | 9月3日（月）  | 23:00 - 23:30   | 明烏                                               |                  |                                                                     |
| 第三弾 | 2018年 | 9月10日（月） | 23:00 - 23:30   | 鼠穴                                               |                  | 柳家わさびはVTRでの出演                                             |
| 第三弾 | 2018年 | 9月17日（月） | 23:00 - 23:30   | 粗忽長屋                                           |                  |                                                                     |
| 第三弾 | 2018年 | 9月24日（月） | 23:00 - 23:30   | 居残り佐平次                                       |                  |                                                                     |
| 第四弾 | 2019年 | 1月2日（水）  | 21:30 - 22:30   | 新作落語スペシャル                                 | 春風亭昇太       | 立川吉笑が番組オリジナルの創作落語 「情けは人の為ならずんば」を披露 |
| 第五弾 | 2019年 | 3月4日（月）  | 23:00 - 23:30   | 長屋の花見                                         |                  |                                                                     |
| 第五弾 | 2019年 | 3月11日（月） | 23:00 - 23:30   | 真田小僧                                           |                  |                                                                     |
| 第五弾 | 2019年 | 3月25日（月） | 23:00 - 23:30   | 古今亭志ん生スペシャル1 風呂敷                     | 古今亭菊之丞     |                                                                     |
| 第五弾 | 2019年 | 3月26日（火） | 23:00 - 23:30   | 古今亭志ん生スペシャル2 火焔太鼓                   | 古今亭菊之丞     |                                                                     |
| 第六弾 | 2019年 | 9月2日（月）  | 22:50 - 23:20   | 三遊亭圓朝スペシャル1 怪談 牡丹灯籠 お札はがし     | 柳家喬太郎       |                                                                     |
| 第六弾 | 2019年 | 9月9日（月）  | 22:50 - 23:20   | 三遊亭圓朝スペシャル2 死神                         | 柳家喬太郎       |                                                                     |
| 第六弾 | 2019年 | 9月16日（月） | 22:50 - 23:20   | 船徳                                               |                  |                                                                     |
| 第六弾 | 2019年 | 9月23日（月） | 22:50 - 23:20   | 時そば                                             |                  |                                                                     |
| 第六弾 | 2019年 | 9月30日（月） | 22:50 - 23:20   | 番外編！ 「わさび・小痴楽真打ち昇進！」 スペシャル |                  | レギュラーの落語家４人がロケ出演 東出はスタジオ出演                 |
| 第七弾 | 2020年 | 3月9日（月）  | 22:50 - 23:20   | 花見の仇討                                         |                  |                                                                     |
| 第七弾 | 2020年 | 3月16日（月） | 22:50 - 23:20   | 愛宕山                                             | 桂吉坊           |                                                                     |